# Зыятдинов, Камиль Шагарович
Камиль Шагарович Зыятдинов (10 июля 1951, д. Алькеево, Буинский район — 16 июля 2015) — российский врач, общественный деятель, преподаватель высшей школы. Ректор Казанской государственной медицинской академии. Заслуженный врач Российской Федерации и Республики Татарстан, отличник здравоохранения Российской Федерации. Лауреат Государственной премии Республики Татарстан в области науки и техники.

## Биография
1970 — старший веттехник колхоза «Рассвет». 1970—1972 — служба в армии.
В 1978 году окончил с отличием Казанский государственный медицинский институт (специальность «лечебное дело»). Проходил интернатуру в городской больнице № 9 Казани.
В 1979—1984 годах — врач-хирург, травматолог, заведующий поликлиникой Буинской Центральной районной больницы. С 1984 года в Казани, главный врач городской поликлиники № 20, с 1989 года главный врач городской клинической больницы № 18. С 1991 по 1994 год одновременно исполнял обязанности главного врача Приволжского района Казани.
В 1994 году назначен министр здравоохранения Республики Татарстан, занимал этот пост без перерывов в течение 13 лет. За время руководства министерством была значительно укреплена материально-техническая база учреждений здравоохранения Татарстана, получила развитие система защиты детства и материнства (включая трёхкратный скрининг беременных), создана система реабилитации граждан, страдающих от наркотической зависимости, сформирована система непрерывного профессионального образования медицинских работников. Развивалось амбулаторно-поликлиническое звено системы здравоохранения, создавались дневные стационары и круглосуточные посты скорой помощи.
Во время руководства министерством защитил в 1996 году кандидатскую, а в 2000 году докторскую диссертацию (соответственно по темам «Социально-гигиенический мониторинг здоровья» и «Здоровье населения и оптимизация управления системой здравоохранения в крупном промышленно-сельскохозяйственном регионе (на примере Республики Татарстан)»).
Одновременно с министерской работой с 1995 по 2015 год преподавал в Казанской государственной медицинской академии: 1995—1997 — старший преподаватель; 1997—2002 — доцент; 2002—2008 — профессор кафедры общественного здоровья, экономики и управления здравоохранением. В 2007 году избран ректором.
В 1990—1995 годах — народный депутат Республики Татарстан XII созыва.

## Награды
- 1991 — Отличник здравоохранения;
- 1992 — Заслуженный врач Республики Татарстан;
- 1996 — Медаль Жукова;
- 1996 — Лауреат Государственной премии Республики Татарстан в области науки и техники[5];
- 2000 — Заслуженный врач Российской Федерации;
- 2001 — Почетный знак «За доблестный труд в местных органах военного самоуправления»;
- 2002 — Медаль «За заслуги в проведении Всероссийской переписи населения»;
- 2003 — Медаль «300 лет Санкт-Петербургу», Нагрудный знак Госкомстата России «За активное участие во Всероссийской переписи населения 2002 года»;
- 2005 — Медаль «В память 1000-летия Казани», Памятная медаль ЦК КПРФ «60 лет Победы в Великой Отечественной войне», Юбилейная медаль «100 лет профсоюзам России», Нагрудный знак «Отличник погранслужбы» II степени, Нагрудный знак Федерации Независимых Профсоюзов России «За содружество», Почетная грамота Министерства здравоохранения Российской Федерации;
- 2006 — Орден Петра Великого I степени, Медаль Минобороны РФ «За укрепление боевого содружества», Памятная медаль ЦК КПРФ «65 лет разгрома немецко-фашистских войск под Москвой», Благодарственное письмо Президента Республики Татарстан, Благодарственное письмо кабинета министров Республики Татарстан, Нагрудный знак ВОГ «За особые заслуги» I степени, Юбилейная медаль «20 лет вывода советских войск из Афганистана»;
- 2009 — Почетный диплом «За вклад в развитие социальной медицины ветеранов войн СНГ»;
- 2011 — Медаль «За доблестный труд» Почетная грамота Академии наук Республики Татарстан, Грамота за выдающийся вклад в развитие Буинского муниципального района, повышение его роли и авторитета в Республике Татарстан Присвоено звание «Почетный гражданин Буинского муниципального района»; Почётная грамота Министерства здравоохранения и социального развития Российской Федерации.
- 2020 — имя Камиля Шагаровича Зыятдинова присвоено Центральной городской больнице № 18 Казани[4].